# Tỉnh ủy Gia Lai
Tỉnh ủy Gia Lai hay còn được gọi Ban chấp hành Đảng bộ tỉnh Gia Lai là cơ quan lãnh đạo cao nhất của Đảng bộ tỉnh Gia Lai giữa hai kỳ đại hội đại biểu Đảng bộ tỉnh Gia Lai, do Đại hội Đại biểu Đảng bộ tỉnh bầu.
Tỉnh ủy Gia Lai có chức năng thi hành nghị quyết, quyết định của Đại hội Đại biểu Đảng bộ tỉnh Gia Lai, Ban Chấp hành Trung ương Đảng, Ban Bí thư và Bộ Chính trị.
Đứng đầu Tỉnh ủy là Bí thư Tỉnh ủy và thường là ủy viên Ban chấp hành Trung ương Đảng. Bí thư hiện tại là Ủy viên Ban Chấp hành Trung ương Đảng Hồ Quốc Dũng 